# Archidendron bellum
Archidendron bellum är en ärtväxtart som beskrevs av Hermann August Theodor Harms. Archidendron bellum ingår i släktet Archidendron och familjen ärtväxter. Inga underarter finns listade i Catalogue of Life.